# Satu Mäkelä-Nummela
Satu Silja Päivikki Mäkelä-Nummela, född 26 oktober 1970 i Orimattila, är en finländsk sportskytt.

## Karriär
Mäkelä-Nummela blev olympisk guldmedaljör i trap vid sommarspelen 2008 i Peking.
Vid OS i Tokyo 2021 slutade Mäkelä-Nummela på 24:e plats i trap.